# Probrachista
Probrachista is een geslacht van vliesvleugeligen uit de familie Trichogrammatidae. De wetenschappelijke naam van dit geslacht is voor het eerst geldig gepubliceerd in 1968 door Viggiani.

## Soorten
Het geslacht Probrachista omvat de volgende soorten:
- Probrachista bharatensis Hayat, 2008
- Probrachista nepalensis Viggiani, 1968